# یوتا پیپیگ
یوتا پیپیگ (انگلیسی: Uta Pippig؛ زادهٔ ۷ سپتامبر ۱۹۶۵) دوندهٔ بازنشستهٔ استقامت و ماراتن اهل ایالات متحده آمریکاست.
او نخستین زنی‌ست که سه بار پیاپی فاتح ماراتن بوستون شده‌است (۱۹۹۴–۱۹۹۶). پیپیگ همچنین سه بار (۱۹۹۰، ۱۹۹۲ و ۱۹۹۵) برندهٔ ماراتن برلین و یک بار (۱۹۹۳) فاتح ماراتن نیویورک شده‌است.